# Loonalaid
Loonalaid est une île d'Estonie en mer Baltique.

## Géographie
Elle se situe à proximité de la côte Nord-Ouest de Saaremaa, fait partie de la commune de Kihelkonna ainsi que du parc national de Vilsandi.

## Histoire
Pendant les jours de servage, l'île appartient au baron Hoyningen-Huene qui, en 1830, y envoie vivre un homme nommé Aadu All pour y garder le foin cultivé pour le bétail de son manoir. L'homme, sa femme et son fils furent donc les premiers habitants de l'île et y construisirent une ferme. Le fils Peeter All (en) deviendra célèbre en Estonie. 